# Port étranger
Pour plus de détails, voir Fiche technique et Distribution.
Port étranger (Främmande hamn) est un film suédois réalisé par Hampe Faustman, sorti en 1948.

## Synopsis
Durant l'hiver 1938, le cargo suédois SS Castor est à quai dans la ville portuaire de Gdynia en Pologne, attendant de charger du charbon puis de retourner en Suède. À la taverne Dicks Bar, un marin de nationalité inconnue tente de dire quelque chose aux marins suédois mais est brusquement expulsé par le propriétaire Dirty Dick. Plus tard dans la soirée, le marin est retrouvé abattu sur les docks près du Castor. Le même soir, l'un des marins, Håkan, rencontre Mimi, une jeune fille juive, qui a fui l'Allemagne nazie et vit en cavale à Gdynia. Constamment harcelé par la police, Håkan et ses camarades décident de la faire passer clandestinement en Suède.
Le capitaine Greger reçoit soudain l'ordre de la compagnie maritime de charger des conserves allemandes à destination de Séville. Après la pression de l'agent maritime local et du client de la compagnie maritime, un trafiquant d'armes, il accepte à contrecœur, car il avait déjà dit non à la compagnie maritime, ce qui lui a coûté cher, à lui et à sa famille. Après le chargement, cependant, les marins sentant que quelque chose ne va pas et ouvrent l'une des boîtes pour découvrir que les conserves sont des grenades à main. Ils comprennent alors que c'est ce que le marin mort essayait de leur transmettre et que la cargaison est destiné au camp franquiste dans la guerre civile espagnole. Ils affirment alors que ce se serait une violation du Comité international de non-intervention d'embargo sur les armes et refusant de travailler, débarquent avec Mimi, bien conscients qu'ils peuvent être arrêtés par la police pour mutinerie.
Le capitaine demande au premier lieutenant dévoué du navire de réunir rapidement un nouvel équipage parmi tous les marins au chômage à Gdynia. Mais lorsqu'il revient au navire avec le nouvel équipage, le capitaine lui confie le commandement, puis quitte le navire, ne voulant jamais expédier les armes en Espagne et réalisant que l'équipage a fait ce qu'il fallait. Il s'enregistre dans une chambre d'hôtel dans le port et a l'intention de contacter le consulat suédois le lendemain mais est abattu par des agents allemands.
Au même moment, l'équipage se rend aux funérailles du marin anonyme, où ils s'alignent, avec d'autres marins, pour chanter l'International. Ils sont appréhendés au cimetière par la police et ramenés au navire, où le deuxième lieutenant les informe qu'en raison de ce qui s'est passé, la compagnie maritime lui a demandé de prendre le commandement du navire, d'échanger la cargaison de conserves contre du charbon, puis de naviguez jusqu'à Stockholm.
Lorsque le Castor se dirige vers le nord à travers la glace, Mimi est également à bord, comme les marins le lui ont promis.

## Fiche technique
- Titre : Port étranger
- Titre original : Främmande hamn
- Réalisation : Hampe Faustman
- Scénario : Herbert Grevenius d'après la pièce de théâtre de Josef Kjellgren
- Musique : Carl-Olof Anderberg
- Photographie : Carl-Erik Edlund
- Montage : Lennart Wallén
- Société de production : Sandrews
- Pays de production :  Suède
- Genre : Drame
- Durée : 85 minutes
- Dates de sortie : 
  - Suède : 2 octobre 1948

## Distribution
- Adolf Jahr : le capitaine Greger
- George Fant : Håkan Eriksson
- Stig Järrel : l'homme portant de la fourrure
- Illona Wieselmann : Mimi
- Carl Ström : l'officier des machines
- Anders Börje : Christian
- Stig Johanson : Jerker
- Åke Fridell : le steward
- Jan Molander : l'officiel de la compagnie de transport maritime
- Bengt Sundmark : le second officier de smachines Møen

## Distinctions
Le film a été présenté en sélection officielle en compétition au Festival de Cannes 1949.